# 海南岛
19°12′N 109°42′E / 19.200°N 109.700°E
海南岛，古称琼州、琼崖，是位于西太平洋的陆缘海之一的南海西北部的一座岛屿，是中华人民共和国海南省的主体部分。
海南岛北隔琼州海峡与欧亚大陆的雷州半岛相望，陆地面积约3万3210平方公里，地质上屬於大陆岛，是南中国海最大的岛，同時也是中华人民共和国聲稱领土中的第二大岛屿、而事實上控制的第一大岛屿。
1950年5月1日海南島戰役後，原中华民国海南特别行政区被中华人民共和国重新併入广东省，直到1988年独立建省后再次从广东省划出，是为海南省。
海南岛仅为海南省的一部分，但口语中海南岛和海南省一般可以相互指代。在国家统计局官方数据中，海南省的陆地面积排名全国第29。

## 歷史

### 史前時代
一些學者認為，海南島最初位於現今越南東北部；然而，該島是在數百萬年前的中生代之後，因火山爆發而從越南分離，並向東南漂移至中國附近而形成的。
百越人和佤族是最早抵達海南島的居民之一。據信他們至少在兩千年至六千年前就已在此定居，並攜帶著7000至27000年前抵達該島的古代人類的遺傳標記。

### 帝制時代

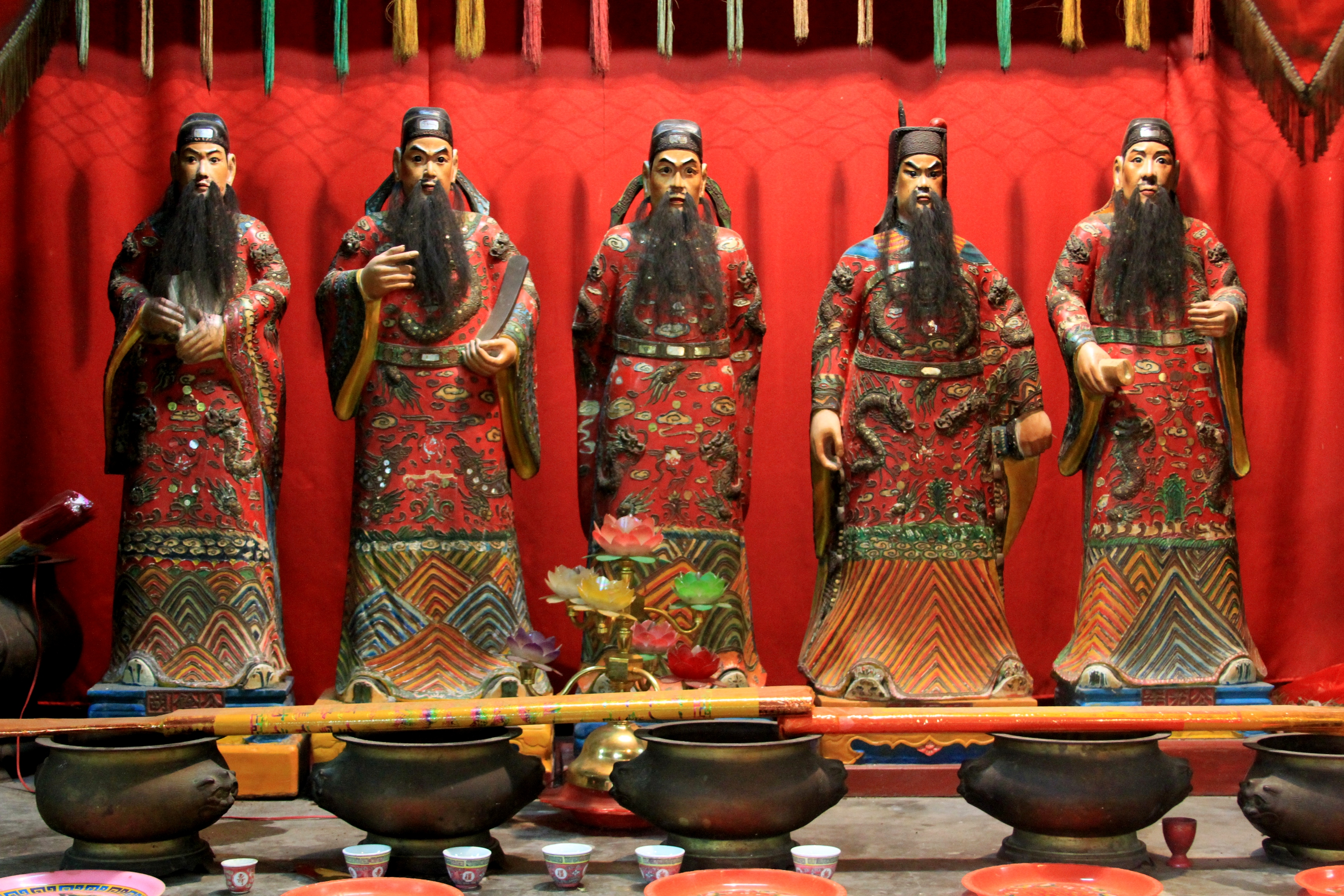
海南五公像，即歷史上被流放海南島的五位名仕。

中國官員在前110年開始記錄海南島的存在，當時在路博德將軍到海南島後，西漢便設立起屯駐地。漢朝領土擴張與漢族軍事和行政人員在海南定居相結合，共同推動了海南島的漢化進程。在幾個世紀之中，歷代中國統治王朝將那些被朝廷定罪為罪犯或政治異議人士的人，流放至該地和越南北部，而這些地區在不同中國朝代都屬於廣東管轄，在那裡他們被迫在熱帶氣候中從事艱苦的勞動，以此作為懲罰。
最著名流放者之一是宋代著名的知識分子、詩人和政治家蘇軾，他得罪了朝廷中的許多同僚和上級，他詳盡記錄了在公元11世紀被流放該地的經歷。在之後時期，有大批來自福建和廣東的漢人開始遷徙到雷州半島和海南島，尋求在新土地上獲得更肥沃的土地以定居下來。而這股浪潮迫使中國南方百越部落中的黎族原住民遷往海南島南部的山區。明朝將海南劃歸廣東管轄。

## 地理
海南島在北回归线以南，东经110度左右，该岛也是中华人民共和国最南方的大型島嶼，北隔琼州海峡与雷州半岛相望，距离广东省的雷州半岛最窄处约18公里。西临中国南海的北部湾，东面和南面濒中国南海。
- 邻省/自治区：广东省、广西壮族自治区
- 邻国： 越南

### 气候
海南岛属海洋性热带季风气候，地处热带北缘，占中国热带土地面积的40%，光照充足，年日照时数大于2,000小时，活动积温达8,400至9,200摄氏度；夏热冬暖，最热月均温在25至29摄氏度，最冷月均温大于16摄氏度。極端情況下，才於明朝年間降雪。
降水方面，受夏季季风影响，岛上降水从东向西减少；受地形影响，降水廣泛集中於東部，西南部降水少，因此位於島內西南部有個著名的莺歌海盐场。

### 地形
海南岛地形为中部高四周低,最高峰为五指山，海拔1867公尺。中南部由五指山、鹦哥岭、吊罗山、尖峰岭等山脉组成，北部及岛屿四周则为丘陵、平原和滨海沙滩。

### 自然资源

#### 生物资源
山地丘陵地区热带雨林、热带季雨林发育，多有珍稀物种：

1. 药用植物：见血封喉、花梨木、砂仁、益智、槟榔等
2. 用材植物：苦梓、坡垒、青梅、子京、野荔枝等
3. 珍稀动物：孔雀雉、白鹇、长臂猿、坡鹿、云豹、水獭、猴子、水鹿、灵猫、穿山甲、巨松鼠等

沿海地區則有珊瑚與及珊瑚魚類分布。

#### 铁矿
石碌铁矿：中国为数不多的富铁矿之一。

## 交通

### 高速公路
- 海南环线高速
  -  海乐高速
  -  海琼高速
  -  万洋高速

### 高速铁路
- 海南环岛高速铁路

### 國際機場
- 海口美蘭國際機場
- 三亞鳳凰國際機場
- 琼海博鳌国际机场

### 客运总站
- 海口汽车客运总站